# Matsuko Mawatari
Matsuko Mawatari (馬渡 松子 Mawatari Matsuko?, născută 17 decembrie 1967, Miyazaki, Japonia) este o cantautoare japoneză, cunoscută mai ales pentru tema seriei anime Yu Yu Hakusho, Hohoemi no Badukan.

## Discografie

### Albume de studio
| Titlu                                           | Detalii album | Tracklist |
| ----------------------------------------------- | --- | --- |
| 逢いたし学なりがたし - Aitashi Gakunari Gatashi | - Lansat: 19 iunie 1992 - Reeditat: 21 aprilie 1993 (Media Remoras) - Casă de discuri: Virgin Japan - Format: CD | 1. 逢いたし学なりがたし (Aitashi Gakunari Gatashi) 2. 君は今心臓破り (Kimi wa Shinzo Yaburi) 3. フォーチュンテラー (Fortuneteller) 4. ついていかない (Tsuitekanai) 5. ぴりぴり(Piripiri) 6. さまあだすと (Summer Dust) 7. +、-、0 (Plus, Minus, Zero) 8. 男友達 (Otoko Tomodachi) 9. エンゲル係数の夜 (Engeru no Keisuu no Yoru) 10. ホームワークが終わらない (Homework ga Owaranai) |
| nice unbalance                                  | - Lansat: 21 aprilie 1993 - Casă de discuri: Media Remoras - Format: CD                                          | 1. Nice Unbalance 2. Shiran Kao 3. Sayonara Bye-bye 4. Aimai na Kisetsu 5. P-U (Puuturou Mix) 6. Forgive me, my kah-chan 7. Glassica 8. Uso ga Kirai na Toki 9. Warui Mushi 10. Hohoemi no Bakudan 11. Rashiku mo Nai ne |
| Amachan                                         | - Lansat: 20 mai 1994 - Casă de discuri: Media Remoras - Format: CD                                              | 1. Amachan 2. Mr. Pressure (Remix) 3. Monkey Bites (Drivin' Version) 4. Majime ni Naru 5. Free 6. Ai o Semanaide 7. Ruisen no Kanata Kara 8. Motoi -motoi- 9. Zip 10. Kanashii Otona 11. Anata o Aishite Yamazu 12. Kokoro no Mama ni |
| バラブシュカ - Barabushka                       | - Lansat: 21 aprilie 1995 - Casă de discuri: Media Remoras - Format: CD                                          | 1. Woman Woman 2. Mudai 3. Sanzan na Koi o Shite mo 4. Hoshi no Kazu 5. Premonition 6. Birthday ga Noshikakaru 7. Daydream Generation 8. Penalty 9. Kaeritai (Remix) 10. Amachan (Omake special) |
| Pops                                            | - Lansat: 20 martie 1997 - Casă de discuri: Pit'A'Pat - Format: CD                                               | 1. Clean on the Smile 2. Kagiri Aru Nichijo 3. P-U (time limit version) 4. Kaze no Katachi 5. Science of Love 6. Let's Be Human 7. Forest |

### Single-uri
| Titlu                             | Detalii                                                               | Tracklist                                                                               |
| --------------------------------- | --------------------------------------------------------------------- | --------------------------------------------------------------------------------------- |
| 微笑みの爆弾 - Hohoemi no Badukan | - Lansat: 6 august 1992 - Casă de discuri: Media Remoras - Format: CD | 1. 微笑みの爆弾 (Hohoemi no Badukan) 2. ホームワークが終わらない (Homework ga Owaranai) |